# Astragalus maroccanus
Astragalus maroccanus là một loài thực vật có hoa trong họ Đậu. Loài này được Braun-Blanq. & Maire miêu tả khoa học đầu tiên.